# Sint-Kwintenskerk (Sint-Kwintens-Lennik)

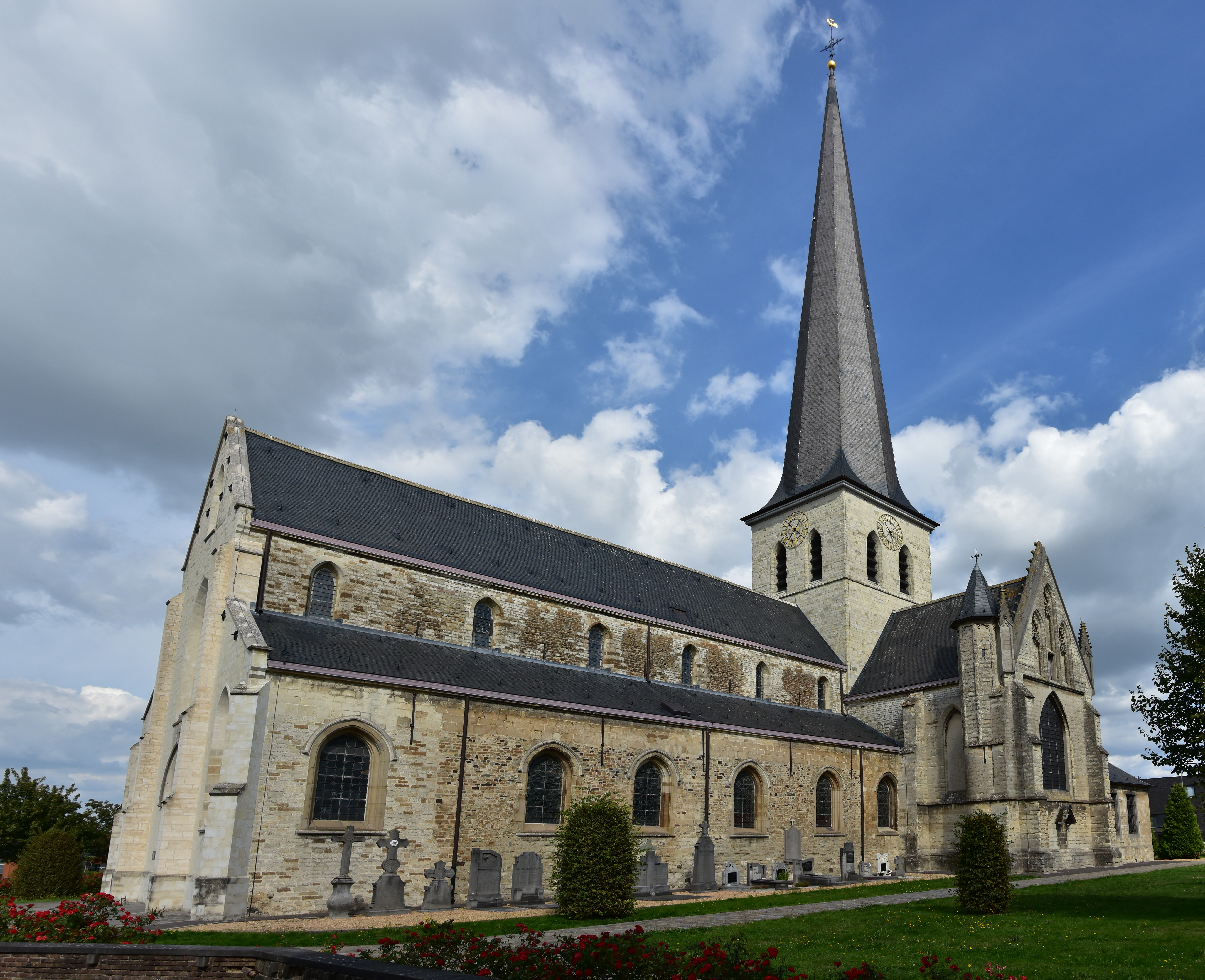
De Sint-Kwintenskerk

De Sint-Kwintenskerk in de Belgische deelgemeente Sint-Kwintens-Lennik is een kerkgebouw in Brabantse gotiek. De kerk is toegewijd aan de heilige Quintinus.

## Bouwgeschiedenis
Dit zandstenen kerkgebouw kende een aantal verbouwingen. Het schip met drie beuken bevat romaans metselwerk (11e-eeuws?). Het bouw van het priesterkoor van vier traveeën startte omstreeks 1250. Tijdens de eerste helft van de 17e eeuw werd het schip in Brabant-gotische stijl verbouwd en heropgebouwd in 1863 door architect Félix Laureys na de brand die het oostelijk deel van de kerk in 1858 trof en vergroot van vijf tot zes traveeën. Ook de vieringtoren uit het midden van de 14e eeuw moest na de brand worden heropgebouwd. Het transept van vijf traveeën, dateert uit de eerste helft van de 14e eeuw.
Galmgaten in spitsboogvorm en een 44 m hoge torennaald uit 1867 zorgen voor een prominent aanwezig silhouet. Het kerkhof en de omringende muur zijn bewaard gebleven.

## Kerkschatten
Schilderijen van Caspar de Crayer, met onder meer de Marteling van Kwintinus, een bas-reliëf met een Calvariegroep en beelden van Onze-Lieve-Vrouw, Quintinus, de heilige Gertrudis (14e-eeuw) en een volkse Sint-Rochus (17e eeuw?) versieren het interieur van de kerk.
Tegen de linkermuur van het koor hangt het schilderij "Zelfgave" van Felix De Boeck.
De kunstkapel bevat waardevolle kunstvoorwerpen waaronder drie beelden: Onze-Lieve-Vrouw, Sint-Geertrui en Sint-Kwinten, een romaans beeldhouwwerk van rond 1230 dat de gekruisigde Christus voorstelt, en een Christus op de koude steen, een houten beeld uit de 16e eeuw.
Op het oud-kerkhof, met beschermde kerkhofmuur, aan de sacristie, staan drie identieke kruisen van Franciscus-Josephus De Gronckel, de uitvinder van het Pajottenland, zijn broer Vital Jean De Gronckel, kunstschilder en diens vrouw Eva Eisele.

## Afbeeldingen

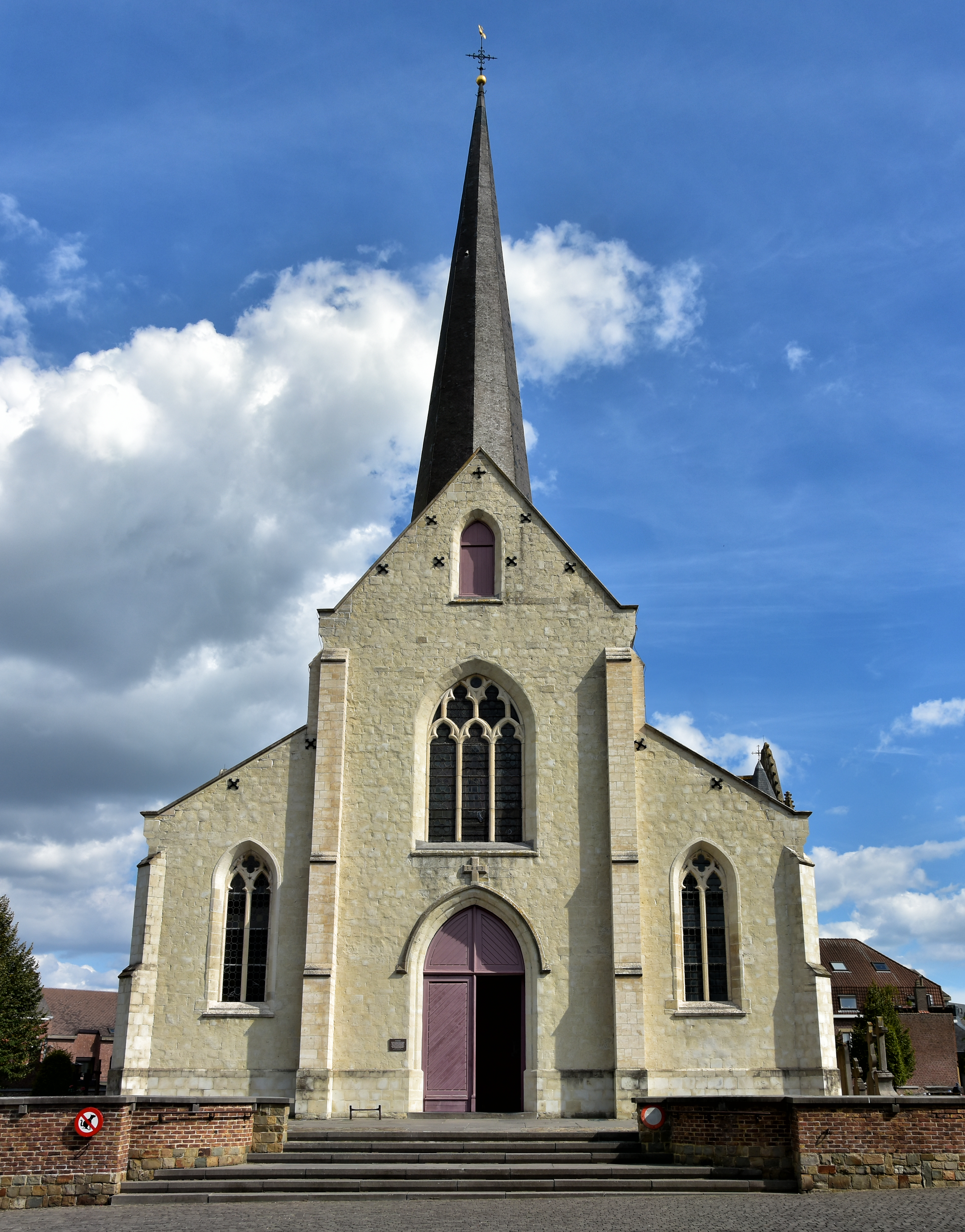
Het portaal
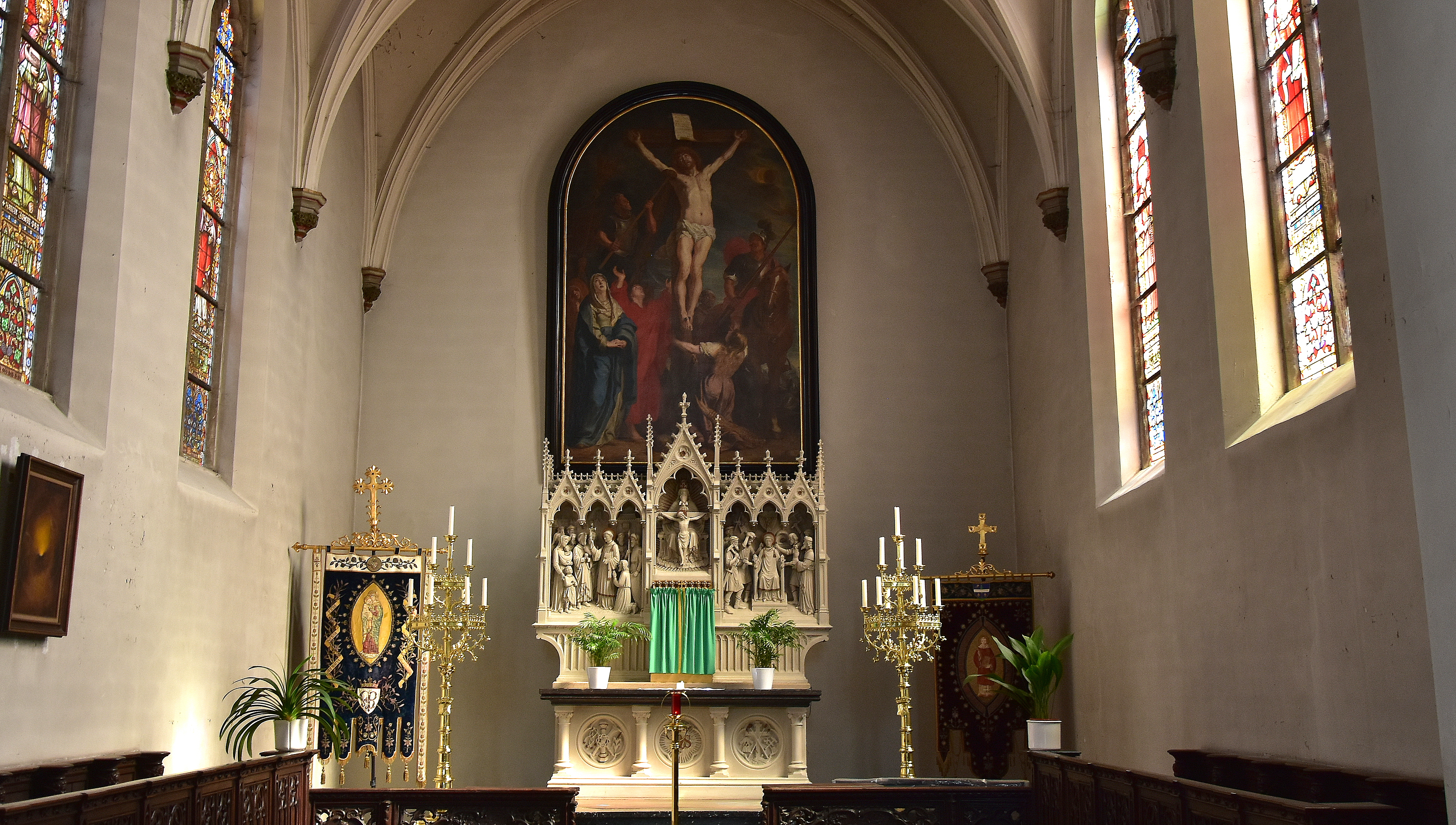
Het priesterkoor
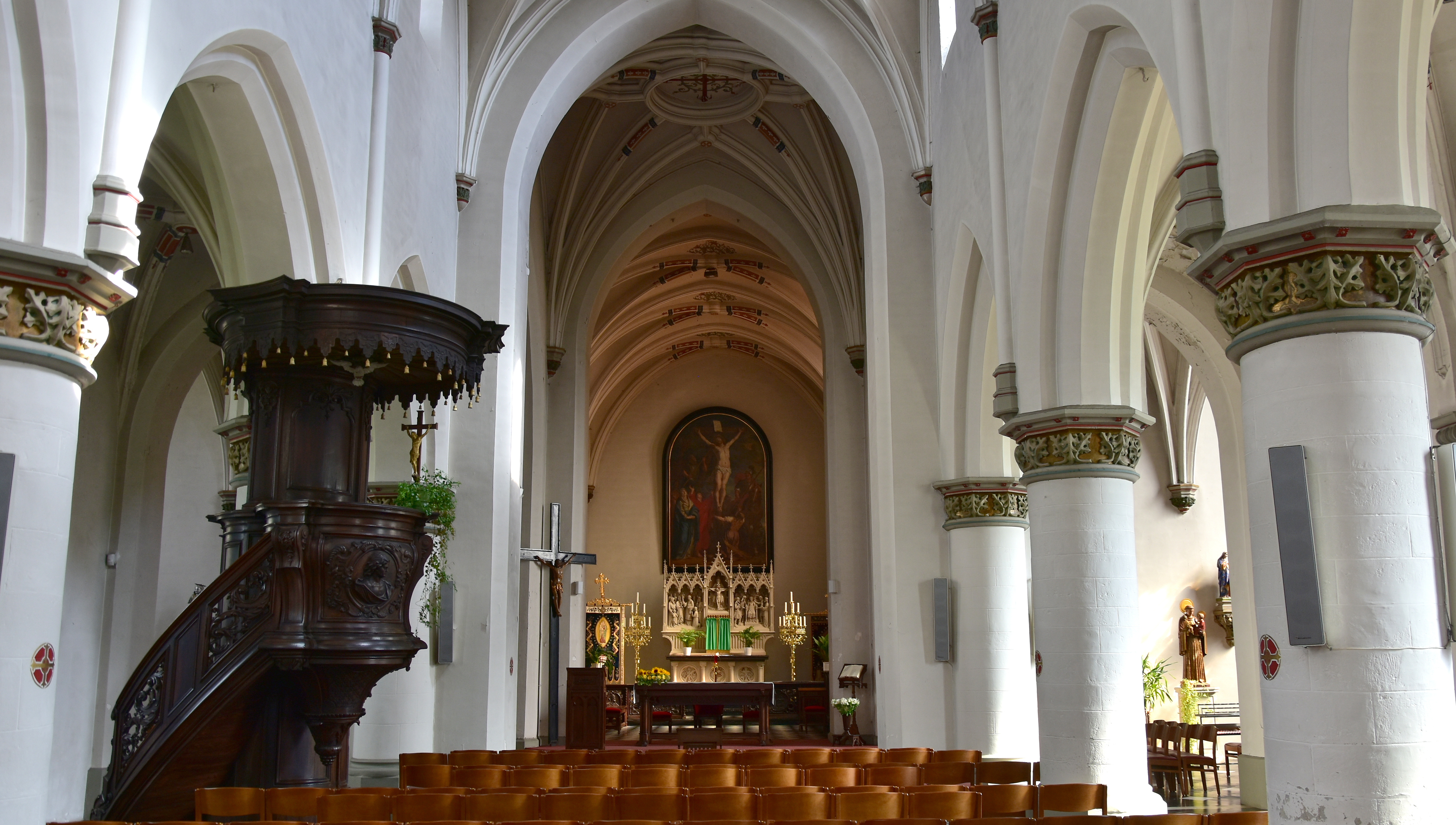
Het schip
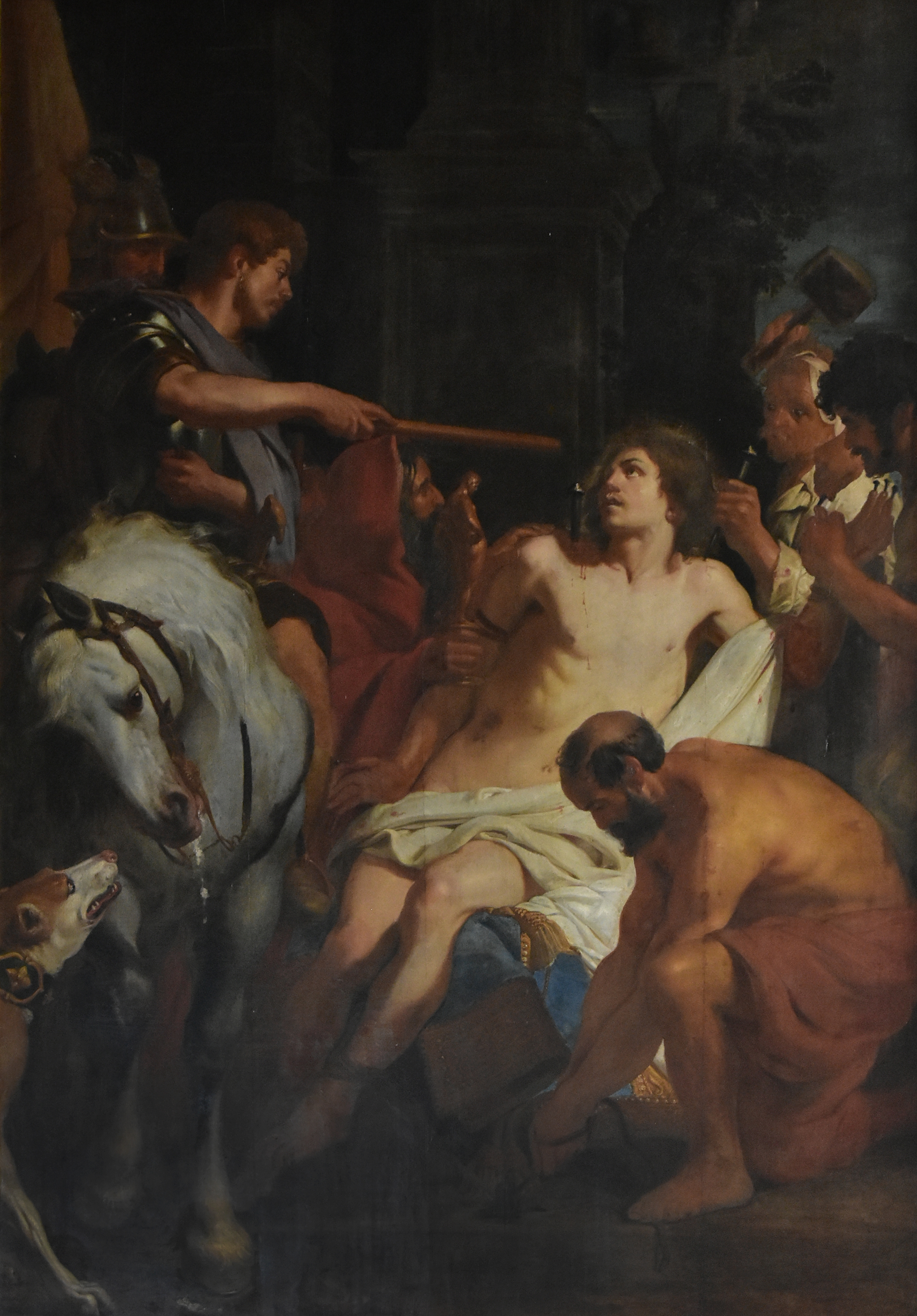
Marteling van Sint-Kwintinus door Gaspar de Crayer
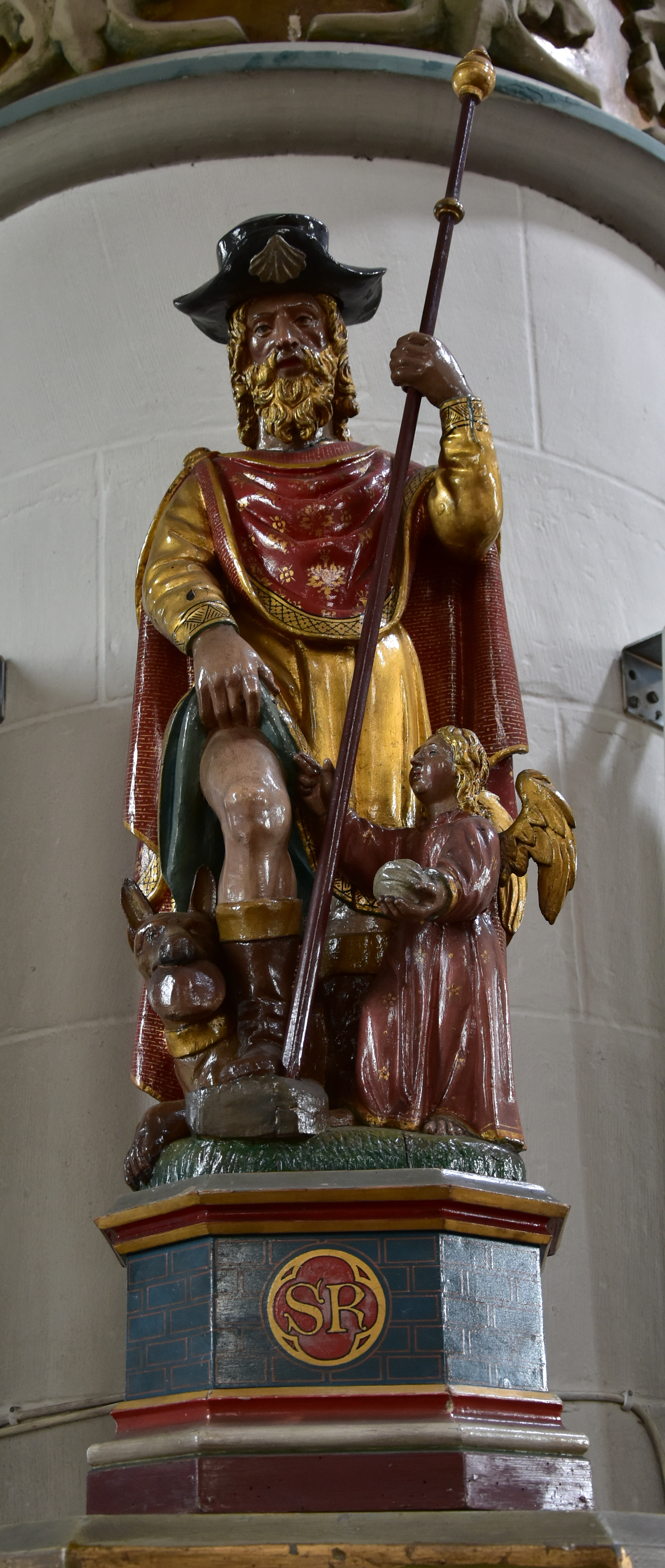
De heilige Rochus
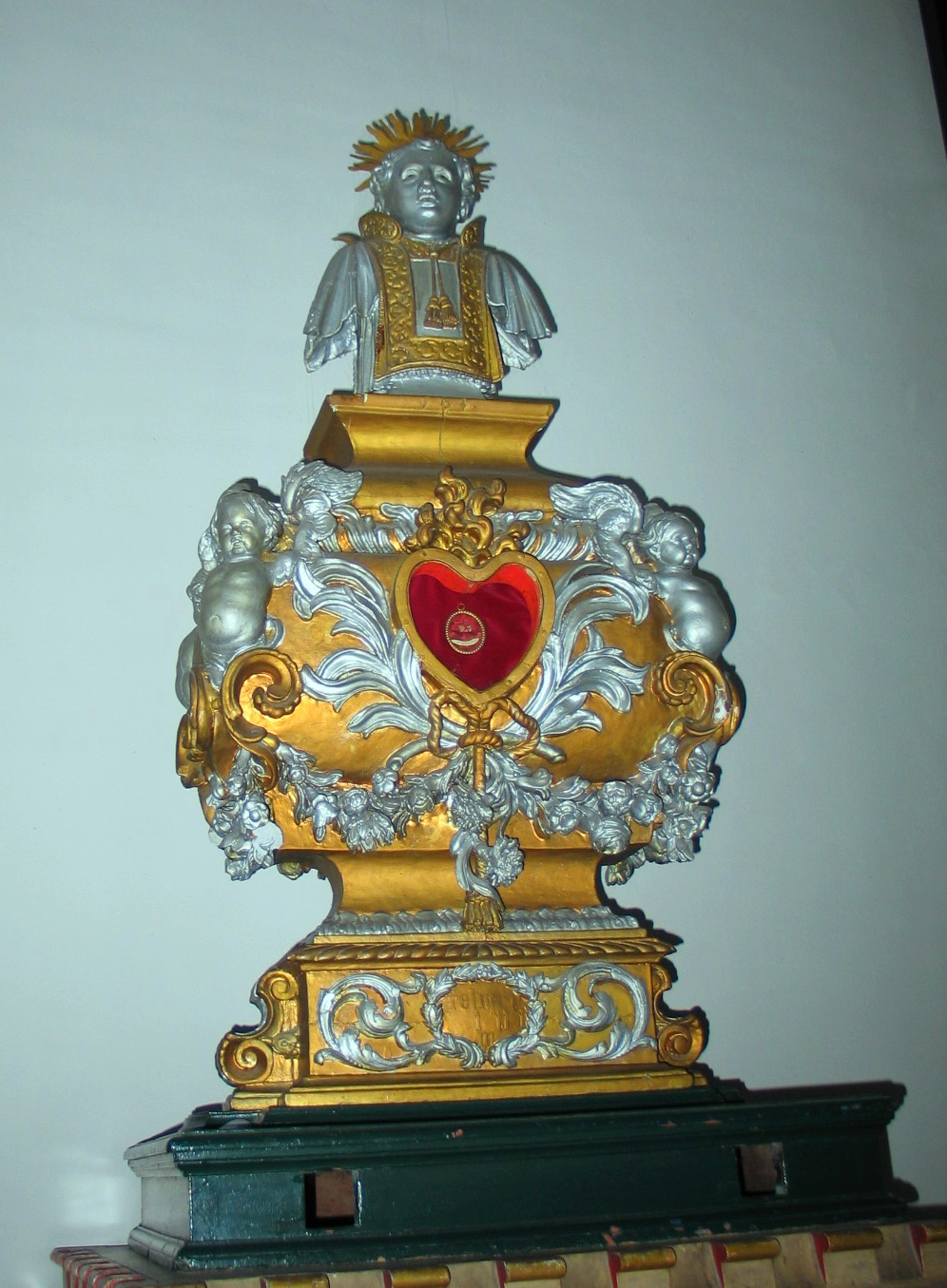
Quintinus (Kwinten) zoals hij vroeger werd meegedragen in de processie